# Chioma Udeaja
Chioma Udeaja (née le 29 juin 1984) est une joueuse nigériane de basket-ball, au poste d'ailière forte. Elle est membre de l'équipe du Nigeria de basket-ball féminin et a participé aux championnats d’Afrique de basket-ball féminin en 2005, 2007, 2009, 2013, 2015 et 2017.

## Carrière
- 2016-17 :  First Bank

## Palmarès
- Médaille d'or au championnat d'Afrique 2005
- Médaille d'argent aux Jeux africains de 2007
- Médaille de bronze au championnat d'Afrique 2015
- Médaille d'argent aux Jeux africains de 2015
- Médaille d'or au championnat d'Afrique 2017